# Aldo Bini
Aldo Bini (ur. 30 lipca 1915 w Montemurlo, zm. 16 czerwca 1993 w Prato) – włoski kolarz szosowy i torowy, srebrny medalista szosowych mistrzostw świata.

## Kariera
Największy sukces w karierze Aldo Bini osiągnął w 1936 roku, kiedy zdobył srebrny medal w wyścigu ze startu wspólnego podczas szosowych mistrzostw świata w Bernie. W zawodach tych wyprzedził go jedynie Francuz Antonin Magne, a trzecie miejsce zajął Holender Theo Middelkamp. Był to jednak jedyny medal wywalczony przez niego na międzynarodowej imprezie tej rangi. Na rozgrywanych rok wcześniej mistrzostwach świata w Floreffe w tej samej konkurencji był czwarty, przegrywając walkę o medal z Belgiem Gustave'em Danneelsem. Ponadto wygrał między innymi Giro dell'Umbria w 1933 roku, Giro del Piemonte w latach 1935, 1936 i 1941, Giro dell’Emilia w 1935 roku, wyścig Mediolan-Modena w latach 1936-1938, Giro di Lombardia w latach 1937 i 1942, Coppa Bernocchi w 1940 roku, a w 1952 roku zwyciężył w wyścigu Mediolan-Turyn. Wielokrotnie startował w Giro d’Italia, wygrywając łącznie pięć etapów. W klasyfikacji generalnej najlepszy wynik osiągał w latach 1937 i 1946, kiedy zajmował 23. miejsce. W 1948 roku złamał rękę na jednym z etapów, jednak kontynuował wyścig, często zsiadając z roweru. Zanotował znaczną stratę na mecie i w efekcie otrzymał tzw. „Maglia nera” - koszulkę dla ostatniego kolarza na mecie Giro. W 1938 roku wziął udział w Tour de France, zajmując ostatecznie 48. miejsce. Startował także na torze, jednak bez większych sukcesów. Nigdy nie wystąpił na igrzyskach olimpijskich. Jako zawodowiec startował w latach 1934-1955.